# Objection de l'exigence
Pour les articles homonymes, voir Objection et Exigence.
L'objection de l'exigence est un argument commun contre l'utilitarisme et d'autres éthiques conséquentialistes. Il souligne que maximiser le bien oblige à accomplir des actes que nous considérerions normalement comme facultatifs. 
Par exemple, si nous faisons plus de bien globalement en donnant nos revenus aux organisations caritatives plutôt qu'en les dépensant pour nous-mêmes, nous sommes tenus moralement de le faire selon l'utilitarisme. Cela s'oppose à notre intuition morale habituelle, considérant un tel acte comme surérogatoire (i.e. louable, mais non obligatoire moralement). L'objection de l'exigence amène à penser que le conséquentialisme devrait être révisé ou rejeté car semblant exiger plus que le bon sens. 

## Réponse de Peter Singer
Peter Singer est célèbre pour défendre cette forme exigeante de conséquentialisme dans "Famine, Affluence, and Morality" (Singer 1972). L'essentiel de l'argumentation de Singer est le suivant: 
- "La souffrance et la mort par manque de nourriture, d'abri et de soins médicaux sont mauvaises"[1].
- "S'il est en notre pouvoir d'empêcher que quelque chose de mal se produise, sans pour autant sacrifier quoi que ce soit d'importance morale comparable, nous devons, moralement, le faire"[1].
- "Cela ne fait aucune différence morale de savoir si la personne que je peux aider est l'enfant d'un voisin à dix mètres de moi ou un Bengali dont je ne connaîtrai jamais le nom, à dix mille kilomètres d'ici"[1].
- "Le principe ne fait aucune distinction entre le cas où je suis la seule personne qui peut agir et le cas où je ne suis qu'un parmi des millions"[2].

Puisqu'il est en notre pouvoir d'empêcher la souffrance sans sacrifier quoi que ce soit d'importance morale comparable, et parce que les troisième et quatrième prémisses rejettent deux intuitions communément admises au sujet de nos obligations morales, nous sommes moralement tenus d'empêcher la souffrance sous quelque forme que ce soit. La morale défendue par Singer (c'est-à-dire conséquentialiste et impartiale) est réellement exigeante, et il n'y a donc pas d'objection. 

### Réponse de Corbett
Bob Corbett répondit au deuxième point de Singer, à partir de la base kantienne, que "devoir" nécessite de "pouvoir": "en pratique une obligation morale que nous pouvons suivre se limite aux cas que nous expérimentons directement, et non à la souffrance du monde entier, dont nous pourrions avoir connaissance". Pour Corbett, avoir une obligation morale envers des gens à des milliers de kilomètres est une exigence "psychologiquement trop forte"; il ne peut donc pas s'agir d'une obligation morale. 

### Réponse de Pettit
Philip Pettit répond au quatrième point de Singer: il fait une distinction entre les cas où l'on est la seule personne à pouvoir faire agir et les cas où l'on n'est qu'un parmi des millions dans la même position : «il y a une distinction entre la meilleure des actions, et ce que l'on ne peut raisonnablement pas être critiqué pour avoir fait» (p. 165). 
Pour Pettit, c'est une question de justification. Si je suis la seule personne à pouvoir sauver une vie à peu de frais pour moi mais que je ne le fais pas, je n'ai aucun moyen de justifier mon comportement aux autres. En revanche si je fais partie de millions de personnes qui peuvent sauver la vie d'un orphelin bengali en donnant à une œuvre caritative, alors je n'ai qu'une obligation limitée envers cet enfant. Autrement dit, ce n'est pas mon action marginale pour aider cet enfant qui compte, tout ce que je dois faire est ma juste part. Si l'enfant meurt parce que d'autres n'ont pas pris leur juste part, c'est à eux, et non à moi, que cette mort incombe. Le fait d'avoir fait ma juste part suffit à ne pas être responsable de la mort de l'enfant; je ne saurais raisonnablement être critiqué pour ne pas avoir fait plus. 

## Réponse de Nagel
Selon Thomas Nagel le conséquentialisme n'a pas besoin d'être trop exigeant car il est possible de faire la distinction entre les raisons «indépendantes de l'agent» et les raisons «relatives à l'agent». Une raison indépendante de l'agent est une raison applicable universellement, par exemple, tous le monde souhaite réduire les souffrances, la nôtre ou celle des autres. Une raison relative à l'agent est une raison qui ne s'applique qu'à des individus particuliers: par exemple, il n'y a pas de raison générale de vouloir que j'étudie tous les jours, cependant, j'ai une raison de vouloir étudier tous les jours (parce que je veux réussir des examens). 
Nagel conclut qu'il doit parfois être possible de poursuivre nos propres intérêts au lieu du bien global, car les raisons relatives à l'agent l'emportent parfois sur les raisons indépendantes de l'agent. Il veut ainsi expliquer qu'il existe à la fois des exigences morales, et le fait que nous sommes parfois autorisés à promouvoir nos propres projets. 

### Réponse de Kagan à Nagel
Shelly Kagan soutient que, bien que Nagel établit l'existence de raisons relatives aux agents, il ne les explique pas. Nagel ne justifie pas l'intuition qu'il cherche à défendre, que nous pourrions promouvoir nos propres projets sans faire quelque chose de mal. De plus, Nagel n'explique pas que nous sommes libres de sacrifier nos propres intérêts si nous choisissons de le faire; dans la vision de Nagel, un tel sacrifice serait toujours irrationnel.